# Bālā Gīr
Bālā Gīr (persiska: بالا گیر) är en ort i Iran.   Den ligger i provinsen Västazarbaijan, i den nordvästra delen av landet, 600 km väster om huvudstaden Teheran. Bālā Gīr ligger 1 349 meter över havet och antalet invånare är 418.
Terrängen runt Bālā Gīr är kuperad åt sydväst, men åt nordost är den platt. Runt Bālā Gīr är det ganska tätbefolkat, med 104 invånare per kvadratkilometer. Närmaste större samhälle är Naqadeh, 14,3 km öster om Bālā Gīr. Trakten runt Bālā Gīr består till största delen av jordbruksmark.